# Maria Hjorth
Pour les articles homonymes, voir Hjorth.
Maria Hjorth, née le 15 octobre 1973 à Falun, est une golfeuse Suédoise